# Heale Peak
Heale Peak är en bergstopp i Antarktis. Den ligger i Östantarktis. Nya Zeeland gör anspråk på området. Toppen på Heale Peak är 1 340 meter över havet.
Terrängen runt Heale Peak är varierad. Trakten är obefolkad. Det finns inga samhällen i närheten. 